# Выгода (Залещицкая городская община)
Вы́года (укр. Вигода) — село в Залещицкой городской общине Чортковского района Тернопольской области Украины.
До 2020 года входило в Залещицкий район.
Код КОАТУУ — 6122083303. Население по переписи 2001 года составляло 409 человек.

## Географическое положение
Село Выгода находится в 1-м км от левого берегу реки Хромовая,
на расстоянии в 1 км от села Винятинцы.
По селу протекает пересыхающий ручей с запрудой.

## История
- 1870 год — дата основания.
- В 1946 году переименовано в село Малиновка.
- В 1991 году селу вернули историческое название[2].

## Объекты социальной сферы
- Школа I ст.